# Unkilled
Unkilled (litt. « Increvable ») est un jeu vidéo de tir à la première personne (FPS) de type survival horror développé et publié par Madfinger Games. Centré sur le thème des zombies, il a été publié sur les plateformes Android et iOS le 3 septembre 2015,.  
Conçu avec le moteur Unity, le jeu est considéré comme le successeur de Dead Trigger 2,.  
Unkilled a été téléchargé 3 millions de fois en 10 jours après sa sortie et a rapporté 1,1 million de dollars américains. 

## Gameplay
Unkilled est un jeu de tir à la première personne (FPS), sur le thème de l'apocalypse zombie, disponible sur iOS, Android et Windows Phone (WP). La tâche du joueur est d'accomplir plus de 300 missions. Les objectifs de la mission incluent le sauvetage d'une personne ou la localisation et la destruction d'une cible. Il existe également des missions furtives. Le joueur est armé et doit affronter des hordes de zombies pour terminer les missions. Il peut changer d'équipement avant de commencer chaque mission. 
Le joueur reçoit des bonus pour chaque mission accomplie. Les bonus incluent l'argent et l'expérience. Le joueur peut acheter de nouvelles armes contre de l'argent et améliorer ses armes en acquérant plus d'expérience. Les armes peuvent également être améliorées, afin qu'elles infligent plus de dégâts ou soient plus précises. Le joueur peut acheter des bonus avec de l'argent réel,,.   

## Récit
Le scénario du jeu suit Joe, un membre de WOLFPACK, une unité militaire privée chargée de contrer la menace zombie avant qu'elle ne se généralise à l'échelle mondiale. Sa mission le conduit à New York, où il doit faire face à une épidémie de zombies d'une ampleur considérable.

## Accueil
Unkilled a rencontré des critiques mitigées.
Gamezebo a fait l'éloge des visuels et de la prise de vue automatique, mais a critiqué le modèle de microtransaction et les performances problématiques de certains appareils. 
Apple'n'Apps a fait l'éloge du style de jeu, des graphismes et des commandes tout en critiquant les niveaux et la facilité. 
Unkilled a remporté un prix de développement dans la catégorie People's Choice à Game Connection Europe 2015. 